# Брајтенхајн
Брајтенхајн (њем. Breitenhain) је мјесто у њемачкој савезној држави Тирингија. Једно је од бивших општинских средишта округа Зале-Орла. Посједује регионалну шифру (AGS) 16075007.

## Географски и демографски подаци
Мјесто се налази на надморској висини од 320 метара. Његова површина износи 5,6 km². У самом мјесту је, према процјени из 2010. године, живјело 155 становника. Просјечна густина становништва износи 28 становника/km².

## Међународна сарадња
| Мјесто        | Држава    | Врста сарадње | Од    |
| ------------- | --------- | ------------- | ----- |
|               | Француска | пријатељство  | 2000. |
| Остдиојнкерке | Белгија   | пријатељство  | 2000. |
| Намир         | Белгија   | партнерство   | 1996. |
| Извор         |           |               |       |